# Zilele de film ale Cartaginei
Zilele de film ale Cartaginei (în limba arabă أيام قرطاج السينمائية  și în limba franceză Les Journées cinématographiques de Carthage, sau JJC ) este un festival de film bienal ce are loc în capitala Tunisiei. Acest eveniment este dedicat producțiilor cinematografice din țările arabe și africane , și face parte dintr-un proiect cultural mai amplu, alături de festivalul de teatru Zilele de teatru ale Cartaginei, față de care se desfășoară alternativ.
De la prima ediție, din anul 1966 și până în prezent, acest festival reprezintă cea mai longevivă manifestație culturală de pe teritoriul Africii.

## Istorie

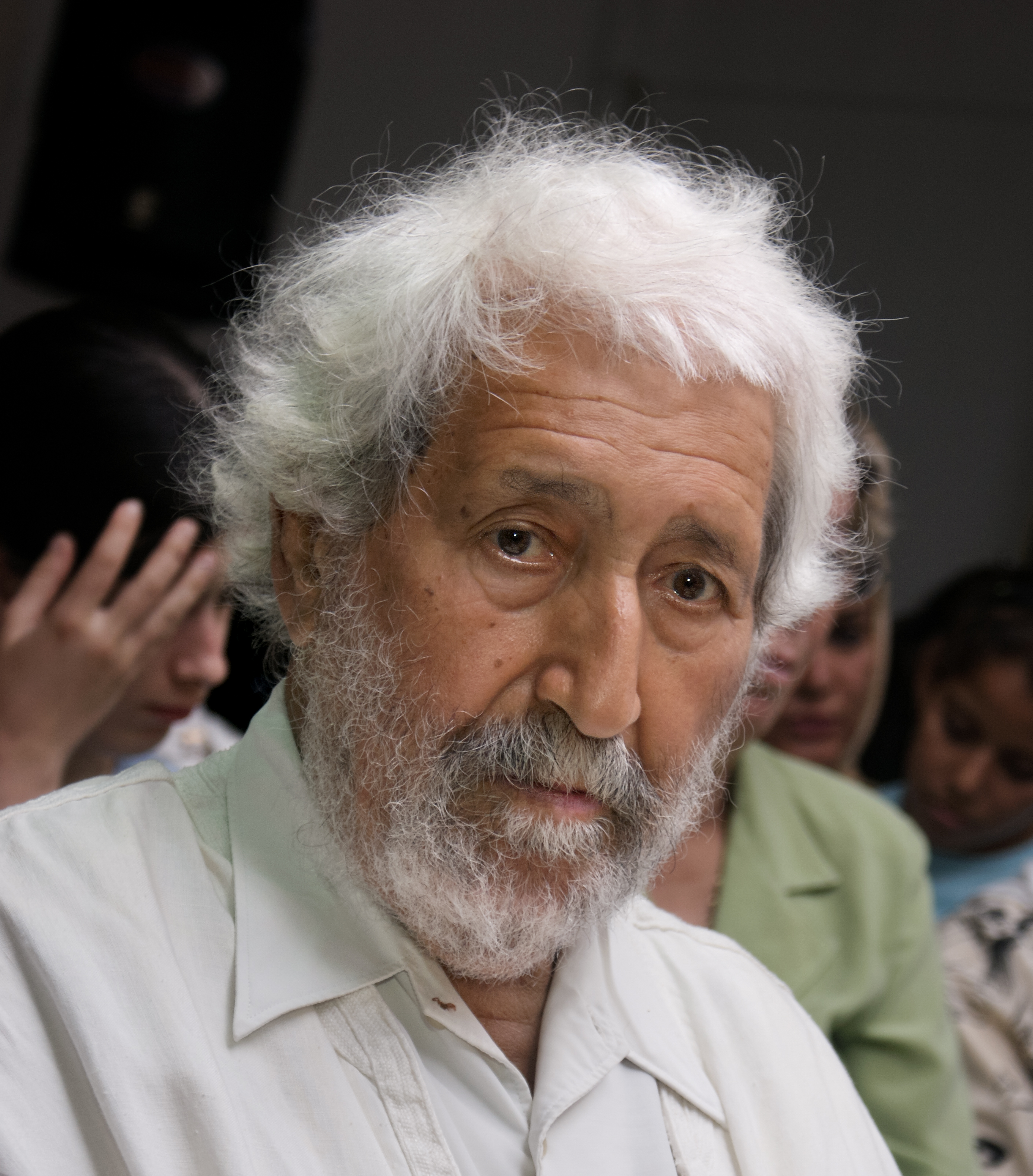
Taher Chriaa, fondatorul festivalului

Inițiativa de a pune bazele unui festival de teatru i-a aparținut cinefilului tunisian Tahar Cheriaa, care primește aprobarea ministrului culturii din acea perioadă, Chedli Klibi, reușind să demareze în decembrie 1966 prima ediție a festivalului de film din Cartagina. Cu ocazia primei ediții a festivalului, ministrul a evidențiat așteptările și scopul unui astfel de program:
„Nous espérons d'abord un dialogue. Un dialogue  franc, lucide, sans arrière-pensées. Mais nous sommes sûrs qu'un tel dialogue ne peut conduire qu'à une meilleure connaissance réciproque entre Africains et Européens, entre Méditerranée du Sud et Méditerranée du Nord”—Chedli Klibi
 (Sperăm mai întâi la un dialog. Un dialog onest, lucid, fără gânduri ascunse. Dar suntem siguri că un astfel de dialog ne poate conduce la o cunoaștere reciprocă între africani și europeni și între sudul Mediteranei și nordul acesteia.) 
Deși festivalul avea ca scop promovarea și motivarea cinematografiei din spațiul arabo-african,  palmaresul primei ediții indică faptul că dintre cele nouă filme premiate, doar unul era de origine africană: „La noire de...” de Ousmane Sembène (Senegal), și unul de origine arabă: Le faucon de Khaled Essedick
(Kuweit). Restul premiilor fuseseră acordate unor filme din afara spațiului pe care fondatorul festivalului îl avusese în vedere.. La următoare ediție însă, regulamentul festivalului a fost modificat, devenind obligatoriu ca directorii de film să fie de origine africană sau arabă. . 
De-a lungul celor 24 de ediții, scopul festivalului, acela de cooperare culturală și artistică între nordul și sudul Africii, precum și promovarea unei cinematografii naționale în fiecare țară arabă și africană a dus la descoperirea unor talente recunoscute pe plan internațional, printre care Youssef Chahine (Egipt), Taoufik Salah (Siria), Sarah Maldoror (Republica Democrată Congo), Mohamed Abid Hondo (Mauritania), Souleymane Cissé (Mali),  Moufida Tlatli (Tunisia), Nouri Bouzid (Tunisia), Férid Boughédir (Tunisia). 
Organizatorii festivalului ”Zilele de teatru ale Cartaginei” se preocupa de continuitatea și îmbunătățirea producțiilor cinematografice din spațiul africano-arab prin pregătirea de simpozioane, seminarii și alte întâlniri de acest fel, destinate regizorilor, producătorilor, criticilor de film și cinefililor. Pentru acest scop au fost înființate diverse organizații, printre care cele mai active sunt „Federația panafricană a cineaștilor” (FEPACI) și „Uniunea criticilor arabi de film”.. Ediție după ediție, festivalul a căpătat o  o vizibilitate și un prestigiu din ce în ce mai mare, ajungându-se la vânzări de peste 200.000 de bilete pe parcursul evenimentului.

## Festivalul de film din Cartagina șiprimăvara arabă

Posterul ediției 23 din anul 2010

Filmele participante la festival sunt rareori comerciale, fiind dominate în general de un spirit militant, ceea ce face ca difuzarea lor să fie restrânsă:
„La dimension militante n’attire plus grand monde. Il fallait que les JCC soient dépoussiérées, qu’elles établissent un équilibre entre le studieux et le glamour.”—Dora Bouchoucha - directoarea ediției din 2008
 (Dimensiunea militantă nu mai atrage multă lume. Ar trebui ca festivalul JCC să fie șters de praf și să-și găsească echilibrul între muncă și farmec.) 
În 2010, în deschiderea primei ediții de după revoluția din Tunisia, publicului format din spectatori din 44 de țări i s-a prezentat un lungmetraj documentar, cu titlul „Dégage” („Pleacă, eliberează”). Titlul face trimitere la celebra expresia rostită de protestanții tunisieni împotriva regimului și partizanilor președintelui Zine El Abidine Ben Ali. Regizorul documentarului, Mohamed Zran, a declarat că filmul său a încercat să înfățișeze zilele revoluției, transmițând atmosfera, sentimentele și trăsăturile tunisienilor simpli, care s-au răzvrătit împotriva nedreptății și dictaturii și au pus bazele primăverii arabe.

## Premii
Programul festivalului de film se compune din două categorii principale: competiția oficială, ce presupune un concurs separat de lungmetraje și de scurtmetraje, și competiția de filme documentare. Pentru fiecare din aceste categorii se acordă premiul Tanit, care poate fi de aur, de argint sau de bronz, în funcție de poziția ocupată. Denumirea premiului vine de la  numele zeiței punice „Tanit” a vechii Cartagine. Însăși cupa are forma simbolului zeiței, și anume un triunghi în vârful căruia se află un cerc, figurile fiind despărțite printr-o linie orizontală. 
Cel mai generos premiu este „Tanit d'or” pentru secțiunea de lungmetraje, care în 2008 a ajuns la valoarea de 20.000 de dinari tunisieni. 
Palmaresul ultimelor cinci ediții poate fi urmărit în tabelul de mai jos:
| Sesiune   | Dată                           | Tanitul de aur                                                   | Tanitul de argint                                            | Tanitul de bronz                               |
| --------- | ------------------------------ | ---------------------------------------------------------------- | ------------------------------------------------------------ | ---------------------------------------------- |
| ediția 20 | 2-9 octombrie 2004             | À Casablanca, les anges ne volent pas de · Mohamed Asli ( Maroc) | Lettres d'amour zoulou de · Ramadan Suleman ( Africa de Sud) | Visions chimériques de · Waha Erraheb ( Siria) |
| ediția 22 | 11-18 noiembrie 2006           | Making of de · Nouri Bouzid ( Tunisia)                           | Daratt de · Mahamat Saleh Haroun ( Ciad)                     | Attente de · Rashid Masharawi ( Palestina)     |
| ediția 22 | 25 octombrie -1 noiembrie 2008 | Teza de · Hailé Gerima ( Etiopia)                                | L'Anniversaire de Leila de · Rashid Masharawi ( Palestina)   | Khamsa de · Karim Dridi ( Tunisia)             |
| ediția 23 | 23-31 octombrie 2010           | Microphone de · Ahmed Abdallah ( Egipt)                          | Le voyage à Alger de · Abdelkrim Bahloul ( Algeria)          | La mosquée de · Daoud Aouled Syad ( Maroc)     |
| ediția 24 | 16- 24 noiembrie 2012          | La Pirogue de · Moussa Touré ( Senegal)                          | Mort à vendre de · Faouzi Bensaïdi ( Maroc)                  | Sortir au jour de · Hela Lotfi ( Egipt)        |